# ایرباس ای۲۲۰
ایرباس ای۲۲۰ که پیشتر با نام بمباردیه سری سی (همچنین CS) شناخته می‌شد، خانواده‌ای از هواپیماهای جت دو موتوره و باریک پیکر برد متوسط است که توسط شرکت بمباردیه کانادا طراحی و تولید شده و در حال حاضر تحت مالکیت و بازاریابی ایرباس قرار دارد. ای۲۲۰–۱۰۰ که بین ۱۰۸ تا ۱۳۳ صندلی دارد (قبلاً با نام سی‌اس۱۰۰ شناخته می‌شد) اولین پرواز خود را در تاریخ ۱۶ سپتامبر ۲۰۱۳ انجام داد؛ و در ۱۸ دسامبر ۲۰۱۵ موفق به اخذ گواهینامهٔ تایپ از سازمان هوانوردی کانادا شد. این هواپیما در تاریخ ۱۵ ژوئیه ۲۰۱۶ رسماً به ناوگان هواپیمایی سوئیس ملحق شد. ای۲۲۰–۳۰۰ که بین ۱۳۰ تا ۱۶۰ صندلی دارد (قبلاً سی‌اس۳۰۰ نامیده می‌شد) اولین پروازش را در تاریخ ۲۷ فوریه ۲۰۱۵ انجام داد و در ژوئیه همان سال توانست گواهینامه‌های لازم را اخذ نماید. این هواپیما در دسامبر ۲۰۱۶ به ایربالتیک پیوست.
ایرباس در اکتبر ۲۰۱۷ ۵۰/۰۱ درصد از سهام برنامه سی‌اس۳۰۰ را خریداری نمود که این معامله در ژوئیه ۲۰۱۸ انجام پذیرفت. ایرباس برای گشایش یک خط تولید دوم از این مجموعه هواپیما در ایالات متحده برنامه‌ریزی نموده‌است.

## ویژگی‌های فنی
|                          | ای۲۲۰–۱۰۰ | ای۲۲۰–۳۰۰ |
| ------------------------ | --- | --- |
| تعداد خلبان              | نفر۲ | نفر۲ |
| تعداد مسافر قابل حمل     | ۱۰۸ نفر دو کلاس و ۱۳۳ نفر یک کلاس                                                                                                 | ۱۳۰ نفر یک کلاس و ۱۶۰ نفر دو کلاس                                                                                                 |
| زاویه صندلی              | ۲۸ اینچ (۷۱ سانتیمتر) in max. density to ۳۶ اینچ (۹۱ سانتیمتر) in 2-class                                                         | ۲۸ اینچ (۷۱ سانتیمتر) in max. density to ۳۸ اینچ (۹۷ سانتیمتر) in 2-class                                                         |
| پهنای صندلی              | ۱۸٫۵ اینچ (۴۷ سانتیمتر) to ۲۰ اینچ (۵۱ سانتیمتر)                                                                                  | ۱۸٫۵ اینچ (۴۷ سانتیمتر) to ۲۰ اینچ (۵۱ سانتیمتر)                                                                                  |
| طول                      | ۳۵ متر | ۳۸/۷ متر |
| فاصله دوبال              | ۳۵/۱ متر | ۳۵/۱ متر |
| مساحت بال                | ۱۱۲/۳ متر مربع | ۱۱۲/۳ متر مربع |
| ارتفاع                   | ۱۱/۵ متر | ۱۱/۵ متر |
| قطر بدنه                 | ۳/۷ متر | ۳/۷ متر |
| پهنای کابین              | ۳/۲۸ متر | ۳/۲۸ متر |
| ارتفاع کابین             | ۲/۱۱ متر | ۲/۱۱ متر |
| طول کابین                | 77 ft 10 in / 23.7 m | 90 ft 1 in / 27.5 m |
| حجم محفظه بار            | 838 cu ft / 23.7 m³ | 1,116 cu ft / 31.6 m³ |
| MTOW                     | 134,000 lb / 60,781 kg | 149,000 lb / 67,585 kg |
| MLW                      | 115,500 lb / 52,390 kg | 129,500 lb / 58,740 kg |
| حداکثر وزن بدون سوخت     | 111,000 lb / 50,349 kg | 123,000 lb / 55,792 kg |
| حداکثر بار               | 8,000 lb / 3,629 kg | 10,700 lb / 4,853 kg |
| حداکثر وزن               | 33,350 lb / 15,127 kg | 41,250 lb / 18,711 kg |
| وزن خالی عملیاتی         | ۷۷٬۶۵۰ پوند (۳۵٬۲۲۱ کیلوگرم) | ۸۱٬۷۵۰ پوند (۳۷٬۰۸۱ کیلوگرم) |
| ظرفیت سوخت               | 38,875 lb / 17,630 kg | 37,950 lb / 17,213 kg |
| حداکثر برد               | 3,900 nmi / ۶٬۲۹۷ km | 3,800 nmi / 6,204 km |
| بیشینه سرعت کروز         | ماخ ٫۸۲ (۴۷۰ گره؛ ۸۷۱ کیلومتر بر ساعت؛ ۵۴۱ مایل بر ساعت)                                                                          | ماخ ٫۸۲ (۴۷۰ گره؛ ۸۷۱ کیلومتر بر ساعت؛ ۵۴۱ مایل بر ساعت)                                                                          |
| سرعت کروز عادی           | ماخ ٫۷۸ (۴۴۷ گره؛ ۸۲۹ کیلومتر بر ساعت؛ ۵۱۵ مایل بر ساعت)                                                                          | ماخ ٫۷۸ (۴۴۷ گره؛ ۸۲۹ کیلومتر بر ساعت؛ ۵۱۵ مایل بر ساعت)                                                                          |
| طول باند لازم برای پرواز | 4,800 ft / 1,463 m | 6,200 ft / 1,890 m |
| طول باند لازم برای فرود  | 4,550 ft / 1,387 m | 4,950 ft / 1,509 m |
| حداکثر ارتفاع پروازی     | 41,000 ft / 12,497 m | 41,000 ft / 12,497 m |
| موتورها                  | ۲× Pratt & Whitney PW1500G | ۲× Pratt & Whitney PW1500G |
| قطر فن                   | ۷۳ اینچ (۱۸۵ سانتیمتر) | ۷۳ اینچ (۱۸۵ سانتیمتر) |
| تراست هر موتور           | PW1519G (CS100): 18,900 lbf / 84.1 kN PW1521G: 21,000 lbf / 93.4 kN PW1524G: 23,300 lbf / 103.6 kN PW1525G: 23,300 lbf / 103.6 kN | PW1519G (CS100): 18,900 lbf / 84.1 kN PW1521G: 21,000 lbf / 93.4 kN PW1524G: 23,300 lbf / 103.6 kN PW1525G: 23,300 lbf / 103.6 kN |
| ICAO Type Designator     | BCS1 | BCS3 |

## یادداشت ها
1. ↑  at 0.809 kg/l (6.75 lb per US gal) 2.2046 lb per kg
2. ↑  from London City Airport: ۲٬۳۵۰ مایل دریایی (۴٬۳۵۲ کیلومتر)[۱۰]